# Tjuyu
Tjuyu, de vegades transliterada Thuya o Thuyu, (c. 1390 BC – c. 1353 BC) va ser una dona pertanyent a la noblesa egípcia. És coneguda per ser la mare de la reina Tiy i, per tant, l'àvia d'Akhenaton i la besàvia de Tutankhamon. Era la dona del poderós cortesà Yuya.

## Biografia
Es creu que Tjuyu era descendent de la reina Amosis-Nefertari. Va ocupar molts càrrecs oficials en la religió i el govern de l'Antic Egipte. Estava involucrada en molts cultes religiosos; els seus títols incloïen "Cantant d'Hathor" i "Cap dels animadors" tant d'Amon com de Min. També va ocupar les influents atribucions de Superintendent de l'Harem del déu Min d'Akmin i la d'Amon de Tebes. Es va casar amb Yuya, un poderós cortesà egipci de la XVIII dinastia. Es creu que va morir cap al 1353 aC, amb poc més de 50 anys.

## Descendència
Yuya i Tjuyu van tenir una filla anomenada Tiy, que es va convertir en consort i Gran Esposa Reial del faraó Amenhotep III. La Gran Esposa Reial era la posició religiosa egípcia més important, i servia al costat del faraó en cerimònies i rituals oficials. Yuya i Tjuyu també van tenir un fill anomenat Anen, que va obtenir els títols de canceller del Baix Egipte, segon profeta d'Amon, sacerdot d'Heliòpolis i pare diví.
També poden haver estat els pares de Ay, un cortesà egipci actiu durant el regnat del faraó Akhenaton, que finalment es va convertir en faraó amb el nom de Kheperkheprure Ay. Tot i així, no hi ha proves concloents sobre el parentiu de Tjuyu i Ay. Tant Yuya com Ay provenien d'Akhmim.

## Tomba
Junt amb el seu marit, Tjuyu va ser enterrada a la vall dels Reis, a la tomba anomenada pels arqueòlegs KV46, on es van trobar les seves restes el 1905 en gran part sense saquejar. Era la tomba més ben conservada que s'havia descobert abans de la de Tutankamon, el besnet de Tjuyu. La tomba va ser descoberta per un equip de treballadors dirigits pel milionari nord-americà Theodore M. Davis i l'arqueòleg anglès Arthur Weigall.